# Eero Vaara
Eero Vaara (* 5. Dezember 1968 in Ruokolahti) ist Professor für Management und Organisation der Schwedischen Handelshochschule (engl. Hanken School of Economics) in Helsinki. Neben seiner Professur hält Vaara noch Gastprofessuren und außerordentliche Professorenstellen an der EMLYON Business School, Copenhagen Business School, Lancaster University, Universität Jyväskylä und der Technischen Universität Lappeenranta.

## Werdegang
Von 1992 bis 93 studierte Vaara an der Technischen Universität Helsinki und war gleichzeitig an der Handelshochschule Helsinki eingeschrieben. Die beiden Schulen wurden 2009 zur Aalto-Universität zusammengeschlossen.  Ab 93 studierte er nur noch an der Handelshochschule.
Neben seinen beruflichen Aktivitäten investiert Vaara seine Zeit auch in wissenschaftlichen Gesellschaften. So ist er Mitglied des Boards der European Group for Organizational Studies (EGOS) und arbeitet in der Redaktion von bekannten Publikationen, beispielsweise für Organization Studies, Organization, Strategic Organization, Nordiske Organisasjonsstudier, Scandinavian Journal of Management und Série K d’Economies et Sociétés.

## Forschungsinteressen
Vaara erforscht unter anderem Veränderungen von Organisationen aufgrund von Mergers & Acquisitions, strategischen Allianzen und Firmenschließungen. Darüber hinaus untersucht er Diskurs und Kommunikation in Strategie, kritische Sichtweisen auf multinationale Unternehmen und Globalisierung und methodische und epistemologische Aspekte des Managements und der Organisationsforschung.

## Bibliografie
35 Arbeiten von Eero Vaara werden in 61 Veröffentlichungen und in vier Sprachen von 268 Bibliotheken weltweit geführt.
- K. Suominen, S. Mantere, E. Vaara (Hrsg.): Toisinajattelua strategiasta. WSOY, Helsinki 2011.
- D. Golsorkhi, L. Rouleau, D. Seidl, Vaara, E. (Herausgeber); Cambridge Handbook of Strategy as Practice. Cambridge, Cambridge University Press 2010. More information
- V. Sorsa, P. Pälli, E. Vaara, K. Peltola: Strategia mahdollisuutena ja rajoitteena kuntaorganisaatiossa: Kielestä, kommunikaatioista ja vallasta. Hanken School of Economics, Helsinki 2010.
- W. Barner-Rasmussen, I. Björkman, M. Ehrnrooth, A. Koveshnikov, K. Mäkelä, E. Vaara, L. Zhang: Cross-border competence management in emerging markets: Voices from China and Russia. (= Hanken Research Reports. 68). Edita, Helsinki, OCLC 746230858.
- S. Fellman, R. Hjerppe, A. Kuusterä, E. Vaara (Hrsg.): Historical perspectives on corporate governance: Reflections on ownership, participation and different modes of organizing. Vammala, The Finnish Society of Science and Letters, Vammalan kirjapaino, 2008.
- A.-M. Søderberg, E. Vaara (Hrsg.): Merging across borders: People, cultures and politics. Copenhagen Business School Press, Copenhagen 2003.
- P. Mannio, E. Vaara, P. Ylä-Anttila (Hrsg.): Our path abroad. Exploring post-war internationalization of Finnish corporations. Liikkeenjohdollinen tutkimusryhmä, ETLA, Helsinki 2003.